# Roommate Complete Box
Roommate Complete Box is een videospel voor het platform Sega Saturn. Het spel werd uitgebracht in 2000. 